# Cepivo
Cepivo je biološki pripravek, ki zagotavlja pridobljeno imunost proti določeni nalezljivi ali rakavi bolezni. Cepivo običajno vsebuje učinkovino, ki je podobna povzročitelju bolezni in je pogosto proizvedena iz oslabljenega ali mrtvega mikroba, njegovih toksinov ali površinskih beljakovin. Učinkovina spodbudi imunski sistem telesa, da jo prepozna kot grožnjo, jo uniči ter nadalje prepozna in uniči vse patogene, podobne učinkovini, na katero lahko telo naleti v prihodnosti. Cepiva so lahko profilaktična (preprečujejo ali blažijo učinke prihodnje okužbe z naravnim ali »divjim« patogenom) ali terapevtska (za boj proti bolezni, ki se je že pojavila, npr. raku). Nekatera cepiva zagotavljajo popolno sterilizacijsko imunost, pri kateri je okužba popolnoma preprečena.
Dajanje cepiva se imenuje cepljenje. Cepljenje je najučinkovitejši način preprečevanja nalezljivih bolezni; široka imunost zaradi cepljenja je bila glavni dejavnik pri svetovnem izkoreninjenju črnih koz in izkoreninjenju bolezni, kot so otroška paraliza, ošpice in tetanus v večjem delu sveta. Učinkovitost ceplejnja so obsežno proučevali in preverjali; dokazali so npr. učinkovitost cepiva proti gripi, cepiva proti HPV, in cepiva proti noricam. Svetovna zdravstvena organizacija (SZO) poroča, da so licencirana cepiva trenutno na voljo za petindvajset različnih preprečljivih okužb.
Ljudsko prakso inokulacije proti črnim kozam je leta 1721 iz Turčije v Britanijo uvozila Lady Mary Wortley Montagu.
Izraza vakcina in vakcincija, ki se uporabljata za cepivo in cepljenje, izvirata iz izraza Variolae vaccinae (črne koze krav), ki ga je uporabil Edward Jenner (zasnoval je pojem cepiv in ustvaril prvo cepivo) za poimenovanje črnih koz. Frazo je uporabil leta 1798 v dolgem naslovu dela Inquiry into the Variolae vaccinae Known as the Cow Pox, v katerem je opisal zaščitni učinek kravjih koz proti črnim kozam. Leta 1881 je v čast Jennerju Louis Pasteur predlagal, da se izraza uporabljata tudi za nove zaščitne inokulacije, ko so jih takrat razvijali. Veda o razvoju in proizvodnji cepiv se imenuje vakcinologija.

## Vrste cepiv

### Živa (oslabljena) cepiva
Živa cepiva vsebujejo mikrobe (predvsem viruse), ki se lahko razmnožujejo, vendar imajo inaktivirane ali odstranjene patogene gene. Živo cepivo zelo učinkovito aktivira imunski odziv, saj sledi aplikaciji cepiva razsoj virusa po vsem telesu; mesto vnosa cepiva ni tako pomembno, in sicer je učinkovito tako podkožno injiciranje kot injiciranje v mišico. Živi virus pride tako mnogokje v telesu v stik z makrofagi in dendritičnimi celicami, ki prepoznajo virus s pomočjo vzorce prepoznavnih receptorjev (receptorjev PRR). Posledično nastanejo po navadi dovoljšnje koncentracije zaščitnih protiteles IgG, da pridejo iz krvi tudi v sluz in tam preprečujejo naselitev povzročitelja.

### Mrtva cepiva
Mrtva cepiva vsebujejo z vročino ali kemijskimi snovmi, na primer formaldehidom, inaktivirane mikroorganizme (bakterije, viruse). V nasprotju z živimi oslabljenimi cepivi, kjer navadno za dolgotrajno zaščito pred okužbo zadošča en odmerek, je treba mrtva cepiva dajati večkrat, da se vzdržuje imunost. Navadno se ne tvorijo tako visoke količine protiteles, da bi bile zaščitne koncentracije IgG prisotne tudi v sluzi, zato lahko cepljena oseba še naprej povzročitelja bolezni prenaša, čeprav sama ne zboli.

### Komponentna cepiva
Komponentna cepiva (angl. subunit vaccine) vsebujejo očiščene površinske mikrobne glikoproteinske ali polisaharidne antigene. Čiščenje antigenov poteka tradicionalno na adsorbcijskih in afinitetnih kolonah ali z gensko tehnologijo v mikrobih (z bakterijami E. coli, kvasovkami Saccharomyces cerevisiae); pri slednjih gre za t. i. rekombinantna cepiva, kjer genski zapis za želeno beljakovinsko podenoto vstavimo v izbrani vektor. Antigene, pridobljene z gensko tehnologijo, je možno oblikovati v nove, bolj imunogene kombinacije molekul, npr. polisaharidni antigen povezati (konjugirati) z beljakovino, kajti konjugat proteinpolisaharida je veliko bolj imunogen kot sam polisaharid. Gre za t. i. konjugirana cepiva.

### Toksoidi
Cepiva lahko vsebujejo toksoide (anatoksine), to so bakterijski toksini, ki so spremenjeni v neškodljive, ne da bi izgubili imunogenosti. Če jih obdelamo s primerno koncentracijo formaldehida, toksini izgubijo toksičnost, vendar zadržijo imunogenost.

### Eksperimentalna cepiva
Strokovnjaki razvijajo in uporabljajo tudi različna inovativna cepiva:
- Cepiva z dendritičnimi celicami združujejo dendritične celice in antigene za spodbuditev imunskega odziva s predstavitvijo antigenov belim krvnim celicam. Pri teh cepivih so ugotovili pozitivne predhodne rezultate pri zdravljenju možganskih tumorjev[18] in jih preskušajo tudi pri zdravljenju malignega melanoma.[19]
- DNA cepljenje vključuje ekspresijo z elektroporacijo vstavljene DNA virusa ali bakterije v živalskih ali človeških celicah. Nekatere celice imunskega sistema bodo te beljakovine in celice, ki jih izražajo, prepoznale in jih začele uničevati. Te celice imunskega sistema živijo zelo dolgo, zato se bo telo proti tem beljakovinam odzvalo tudi pozneje, če bo znova naletelo nanje. Prednost DNA cepiv je, da so zelo preprosta za proizvodnjo in shranjevanje.
- Rekombinantni vektor (virusno vektorsko cepivo) – z združitvijo fiziologije enega in DNA drugega mikroorganizma je mogoče doseči imunost proti boleznim z zapletenim potekom okužbe. Zgled takega cepiva je cepivo RVSV-ZEBOV družbe Merck, ki ga od leta 2018 uporabljajo v boju proti eboli.[20]
- RNA cepivo (oz. mRNA) je nova vrsta cepiva, pri katerem je v vektorju, npr. lipidnih nanodelcih, shranjena informacijska RNA. Danes razvijajo številna RNA cepiva za boj proti pandemiji covida-19.
- Pri več modelnih boleznih, npr. mrzlici vzhodnoafriškega jarka, stomatitisu in atopijskem dermatitisu, proučujejo cepiva s peptidom T-celičnega receptorja. Ta cepiva uravnavajo proizvodnjo citokinov in okrepijo celično posredovano imunost.
- Cepiva proti prepoznanim bakterijskim beljakovinam, udeleženim pri zaviranju aktivacije komplementa, bi lahko zavrla ključni bakterijski virulenčni mehanizem.[21]
- V predkliničnih raziskavah so pri raku in nalezljivih boleznih dokazali učinkovitost cepljenja s plazmidi. V raziskavah pri ljudeh pa pri tem pristopu niso ugotovili klinično pommembnih koristi. Splošna učinkovitost imunizacije s plazmidno DNA je odvisna od povečanja imunogenosti plazmida in sočasne korekcije dejavnikov, ki so vpleteni v specifično aktivacijo imunskih efektorskih celic.[22]

Čeprav izdelajo večino cepiv z inaktiviranimi ali oslabljenimi mikroorganizmi, umetna cepiva v celoti ali pretežno sestavljajo umetni peptidi, ogljikovi hidrati ali antigeni.

## Sestava cepiv
Tako kot druga zdravila tudi cepiva sestavljajo zdravilne učinkovine in pomožne snovi. Učinkovino predstavlja antigen, ki je lako preprosta homogena biomolekula (npr. iz vrst peptidov, beljakovin, polisaharidov, ...) ali kompleksna struktura, kot so inaktivirani ali oslabljeni 
mikroorganizmi ali njihovi delci. Pomožne snovi so nosilci fizikalno-kemičnih lastnosti in podpirajo terapevtski učinek cepiva ter prispevajo k njegovemu boljšemu prenašanju. Mednje spadajo adjuvansi (povečajo imunski odgovor, na primer aluminijev hidroksid, aluminijev fosfat, pri novejših cepivih pa agonisti receptorjev TLR), konservansi (zmanjšajo možnost onesnaženosti, na primer 2-fenoksietanol, tiomersal), stabilizatorji (ohranjajo učinkovitost cepiva, na primer magnezijev klorid, sladkorji, aminokisline, albumini, želatina, ...), površinsko aktivne snovi (preprečujejo agregacijo, na primer Tween, polisorbat, ...), antioksidanti (askorbinska kislina ...), soli za uravnavanje pH (kot so fosfatni pufri, ...), voda za injekcije.

### Tiomersal
Tiomersal je razkužilo z organsko vezanim živim srebrom s protibakterijskim in protiglivnim učinkom, ki se v nekaterih cepivih uporablja kot sredstvo za konzerviranje. Ima stabilizacijski učinek, ki pripomore, da ostane cepivo učinkovito dlje časa. Tiomersal se v proizvodnji nekaterih cepiv uporablja že od leta
1930 in v vsem tem času, razen blage lokalne reakcije na mestu cepljenja, drugi neželeni učinki tiomersala, v koncentracijah, ki se uporabljajo v cepivih, niso bili dokazani.
Nekatere oblasti in države so umaknile tiomersal oziroma zmanjšale njegovo vsebnost v otroških cepivih. Med letoma 1997 in 1999 je na različne pobude za zmanjševanje izpostavitve ljudi živemu srebru ameriški Urad za hrano in zdravila (FDA) sestavil seznam in oceno prehrambenih izdelkov in zdravil, ki so vsebovali živo srebro. Ugotovili so, da bi glede na takratno imunizacijsko shemo otrok v ZDA in ob določeni kombinaciji cepiv različnih proizvajalcev lahko dojenčki do 6 meseca starosti prejeli v skupnem odmerku do 187,5 mikrogramov živega srebra. Takrat obstoječih smernic za zgornje varne vrednosti izpostavitve etil živemu srebru, ki ga vsebuje tiomersal, ni bilo, izračunano vrednost so zato primerjali s smernicami za varne vrednosti za metil živo srebro. Različne organizacije, kot so FDA, SZO, Agencija za toksične snovi in register bolezni v ZDA, ameriška Agencija za varstvo okolja (EPA) ..., so postavile zelo različne smernice o varnih zgornjih vrednostih za izpostavitev metil živemu srebru. Po nekaterih smernicah bi lahko skupna količina prejetega živega srebra v prvih šestih mesecih življenja pri nekaterih otrocih z nizko telesno maso presegala dovoljene vrednosti. Kot previdnostni ukrep so zato do leta 2001 v ZDA umaknili tiomersal iz večine cepiv, ki jih uporabljajo v otroški cepitveni shemi do 6. leta starosti, podobne ukrepe pa so ob koncu 20. stoletja sprejele še nekatere evropske države, tudi Slovenija.
Raziskave so pokazale, da je sicer uporaba nizkih količin tiomersala v cepivih varna. Tiomersal lahko povzroči neželene učinke, zlasti v obliki lokalne preobčutljivosti, ki se kaže kot rdečina oziroma oteklina na mestu aplikacije. Redko se lahko pojavi tudi alergijska reakcija. Vsekakor pa so raziskave ovrgle povezavo med izpostavljenost tiomersalu v cepivih in pojavu avtizma. Tudi po umiku tiomersala iz cepiv se je pogostnost avtizma med otroci povečevala, česar ne bi pričakovali, če bi bil za avtizem odgovoren tiomersal.

## Delovanje cepiv
Delovanje cepiva temelji na posnemanju naravne imunizacije, ki se zgodi po okužbi z mikrobom; pri tem se odzove imunski sistem in ustvari se specifična odpornost z nastankom protiteles proti povzročitelju. Pri cepljenju vnesemo povzročitelje v obliki živih oslabljenih mikrobov, mrtvih mikrobov ali njihovih imunogenih delov (npr. beljakovin, polisaharidov) s cepivi.